# Nieczuj
Nieczuj – wieś w Polsce położona w województwie łódzkim, w powiecie sieradzkim, w gminie Burzenin.
W latach 1975–1998 miejscowość administracyjnie należała do województwa sieradzkiego. Wieś jest położona 7 km na pd.-zach. od Burzenina. Zajmuje pow. 280 ha. Zamieszkuje tu 107 osób w 32 gospodarstwach.